# Баса (Парма)
Баса је насеље у Италији у округу Парма, региону Емилија-Ромања.
Према процени из 2011. у насељу је живело 354 становника. Насеље се налази на надморској висини од 201 м.